# 小行星3955
小行星3955（3955 Bruckner）是一颗绕太阳运转的小行星，为主小行星带小行星。该小行星于1988年9月9日发现。

## 轨道参数
小行星3955的轨道半长轴为3.0244376 UA，离心率为0.069。